# Ебрахім Рахбар
Ебрахі́м Рахба́р (перс. ابراهیم رهبر; 6 січня 1938, Сумесар, Ґілян — 28 травня 2025, Тегеран) — іранський письменник 1960-70-х років; багато мандрував; був одним із перших членів Спілки письменників Ірану.

## З життєпису
Народився у 1938 році в Сумесарі. 
Оскільки втратив батька в молодості, а був старшою дитиною в сім'ї, то піклувався про своїх двох братів і сестер.
У літературну діяльність прийшов на початку 1960-х. Перші оповідання були опубліковані в 1964 році в Jang Taraba та мистецько-літературному часописі Bazar.
Отримав диплом геолога (1965).
Публікувався і працював у Міністерства сільського господарства (у відставку вийшов 1980 року).  
У зрілі роки здійснив багато досліджень у галузі літератури, а також написав багато оповідань, які, втім, не були опублікувані через старість, хворобу та особисті проблеми.
У старшому віці жив на самоті в своїй квартирі в Тегерані, позбавлений і амбіцій, і популярності.
Згідно з заповітом своє тіло пожертвував медфакультету Тегеранського університету.
Помер 28 травня 2025 року у Тегерані.

## З доробку
Ебрахім Рахбар — письменник, який зажив слави своїми ранніми творами, і саме його перші оповідання вважаються найкращими.
Манера письма є оригінальною, але в його творах критики убачають вплив Бахрама Садегі.
У 1965 році була опублікована повість письменника «Чотири сторони»: коротка і похмура історія, яка розгортається в нервово-сюрреалістичній атмосфері маленького містечка по праву заслужила найбільше схвалення критиків і читачів. Тлом оповідання збірки «Дим» (1970) теж стала північ країни. Нарешті збірка новел «Я в Тегерані» (1973) змальовує з точки зору приїжджого жителя міста хаос столичного життя, соціальний і духовний безлад, конфлікт внутрішнього і зовнішнього. Наприклад, у новелі «Образа» банківський співробітник, який проходить курси навчання роботи з новими ЕОМ, втрачає роботу через конфлікт з тутором-англійкою, що показує агресивність іноземців у відносинах з іранцями.
Після 1970-х у часописах опубліковано понад 25 оповідань автора. Манера письма змінилась у бік експериментування. 
Також автор драматичних творів: у п'єсах Е. Рахбара зображено життя Ґіляну та його жителів, висвітлюються стосунки і соціальні проблеми. 

### Вибрана бібліографія
Коротка проза (оповідання, новели)
- (دود، تهران: سازمان تدارک و نشر), 1970
- Я в Тегерані, Тегеран (من در تهرانم، تهران): Шабгір, 1973 (Тегеран: Amirkabir Publications, 2-е, 1977)
- Печалі (چاپ آخر زندگی), Тегеран: Голестан, 1974 (декілька перевидань)
- شاهد رسمی, Тегеран: Seeme, 1995
- У маленькому місті (در شهری کوچک), Тегеран: Khodrang, 2000
- Офіційний свідок (شاهد رسمی), Тегеран: Khodrang, 2013 (Тегеран: Negah, 2014).
- Ім'я Касми (نام کسما), Тегеран: Ебрахім Рахбар, 2003
- دود و آه, Тегеран: Mes, 2004[4]

П'єси
- Мехрабан і три інші п'єси (مهربانان و سه نمایشنامهٔ دیگر), Тегеран: [Біна], 1969 (Тегеран: Ходранг, 2004).
- Нуно... і чотири інші п'єси (ونو… و چهار نمایشنامهٔ دیگر), Тегеран: Ходранг, 2001 (Tehran: Ketabdar, 2004)